# Megachile philippinensis
Megachile philippinensis är en biart som beskrevs av Heinrich Friese 1916. Megachile philippinensis ingår i släktet tapetserarbin, och familjen buksamlarbin. Inga underarter finns listade i Catalogue of Life.